# Bythaelurus alcockii
Bythaelurus alcockii е вид хрущялна риба от семейство Scyliorhinidae.

## Разпространение
Видът е разпространен на запад в Индийския океан.